# Psalm 70
Psalm 70 ist ein Psalm der Bibel. Er steht im zweiten Buch des Psalters und wird David zugeschrieben, womit er zu den Davidpsalmen gehört. Die Überschrift lautet „Für den Chormeister. Von David. Zum Weihrauchopfer“. Der Psalm ist fast wortgleich mit dem zweiten Teil von Psalm 40.
Der Psalm gehört in die Gattung der Klagepsalmen. Sein Eröffnungsvers „Gott, komm herbei, um mich zu retten, Herr, eile mir zur Hilfe!“ (Ps 70,2 ) wird als Introitus zum 18. Sonntag im Jahreskreis und als Versikel (Eröffnungsvers) im Stundengebet der Kirche verwendet. In den restlichen Versen klagt der Sprecher über ungerechte Verfolgung und über Schadenfreude anderer über erlittenes Unheil. Der Sprecher aber vertraut darauf, dass Gott allen beisteht, solange sie ihn suchen. Der Hohn soll auf die Spötter selbst zurückfallen.